# Gare de Hoegaarden
La gare de Hoegaarden est une ancienne gare ferroviaire belge de la ligne 142, de Namur à Tirlemont située à Hoegaarden sur la commune éponyme, dans la province du Brabant flamand en Région flamande.

## Situation ferroviaire
La gare de Hoegaarden était établie au point kilométrique (PK) 37,8 de la ligne 142, de Namur à Tirlemont, via Éghezée et Jodoigne, entre les gares de Zétrud-Lumay et de Bost.

## Histoire

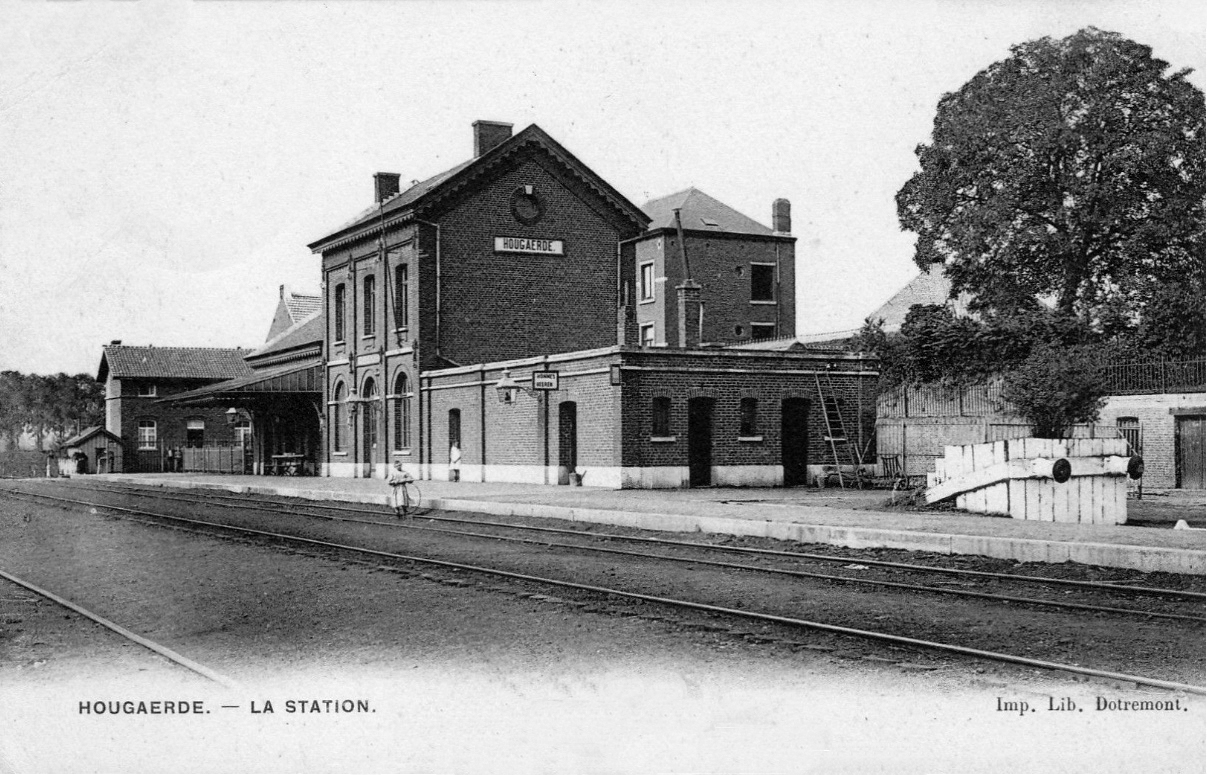
Vue de l'intérieur et des installations de la gare type 1881, vers 1910.

La gare, alors dénommée Hougaerde entre en service le 6 juin 1867 lorsque la Compagnie du Chemin de Fer de Tamines à Landen ouvre à l'exploitation la section de Tirlemont à Ramillies.
Les Chemins de fer de l'État belge rachètent la compagnie en 1871 et édifient un nouveau bâtiment de gare à la fin du XIXe siècle. Une usine sucrière dotée d'un raccordement de plusieurs voies de garage est implantée à proximité immédiate.
La gare est renommée Hoegaarden en 1938.
La SNCB supprime les trains de voyageurs entre Tirlemont et Ramillies le 20 novembre 1960 ; des trains de marchandises continuant à arpenter cette section au départ de Tirlemont pour desservir la sucrerie de Hoegaarden, la cour aux marchandises de Jodoigne et la râperie de Longchamps. La construction de l'autoroute A3 rend inutilisable la section de Hoegaarden à Tirlemont ; elle est démontée en 1968-1969 ; les trains sont donc expédiés depuis Ramillies et Namur.
En 1973, la section Cognelée - Ramillies - Hoegaarden ferme à son tour. Les rails sont démantelés en 1978 et le bâtiment de la gare abandonné puis démoli.

## Patrimoine ferroviaire
Le bâtiment des recettes appartient au plan type 1881 des Chemins de fer de l’État belge. 84 d'entre-eux ont été bâtis dans toute la Belgique, dont plusieurs en remplacement de constructions plus anciennes sur les lignes 142 et 147.
Il constitue la version la plus commune du type 1881 avec une aile courte, de trois travées, disposée à droite du corps de logis.
Il n'y a plus de trace de la gare et de ses installations à l'exception d'une maison de garde-barrière. La sucrerie Grand Pont a disparu dans les années 1980 au profit de la nouvelle brasserie Hoegaarden.